# Melpomene elegans
Melpomene elegans là một loài nhện trong họ Agelenidae.
Loài này thuộc chi Melpomene. Melpomene elegans được Octavius Pickard-Cambridge miêu tả năm 1898.